# Tagana-an
Tagana-an é um município de  quinta classe de renda municipal (d) na província Surigao do Norte, nas Filipinas. De acordo com o censo de 1 de maio  de  2020 possui uma população de 17 323 pessoas e 4 243 domicílios.